# Ferdinando Carulli

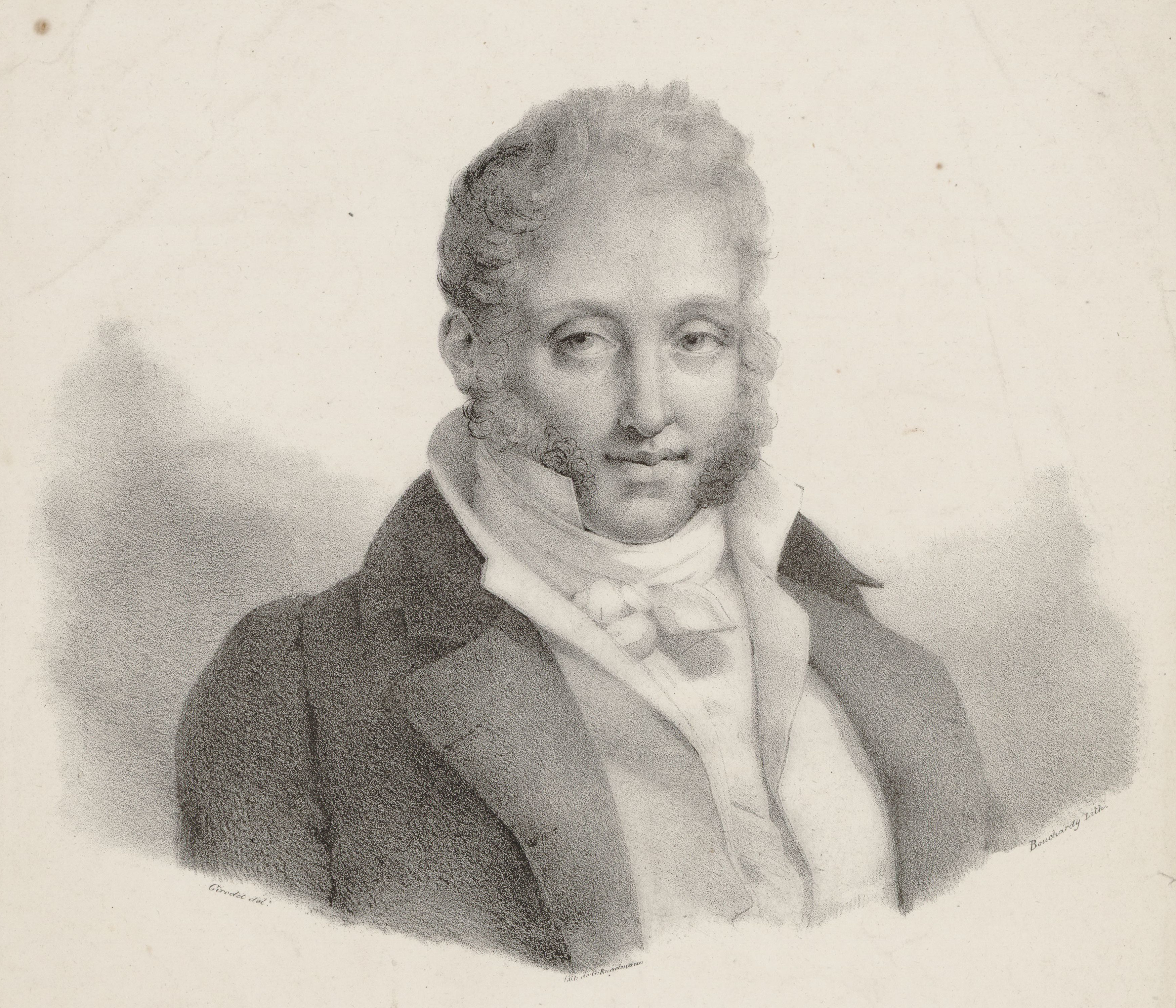
Ferdinando Carulli

Ferdinando Maria Meinrado Francesco Pascale Rosario Carulli (Napoli, 9 febbraio 1770 – Parigi, 17 febbraio 1841) è stato un chitarrista e compositore italiano.

## Biografia
Cominciò studiando il violoncello presso un sacerdote, poi, quasi da autodidatta, si dedicò alla chitarra classica. Fu uno dei migliori concertisti dell'inizio Ottocento a Parigi (dove si trasferì, in seguito ad una fortunata serie di concerti, nell'aprile 1808, dopo un periodo a Livorno dove nel 1801 gli nacque il figlio Gustavo).
È questo il periodo della sua grande produzione, che comprende soli, duetti, trii, quartetti, concerti, fantasie, arie con variazioni, ecc. Il suo catalogo annovera 366 numeri d'opus, oltre a decine di brani senza numero. Carulli scrisse anche un metodo, che venne pubblicato in pochi anni da quattro case editrici diverse.
Negli ultimi anni della sua vita la sua fama fu offuscata dal cambio del gusto musicale e dall'apparizione di nuovi giovani artisti, la cui tecnica più moderna consentiva l'apertura di altri orizzonti musicali. Da quel momento si dedicò quasi esclusivamente all'attività didattica. Fra i suoi allievi ricordiamo suo figlio Gustavo il quale, dopo aver tentato la carriera di operista, divenne stimato insegnante di canto; notabile anche la "conversione" alla chitarra di un Filippo Gragnani  compositore oramai trentenne per merito di Carulli. Segno della stima di cui godeva è la dedica di composizioni da parte sia dello stesso Gragnani (con tre Duetti per due chitarre), sia Luigi Legnani, con il Grande Capriccio op.34, Giuseppe Pasini con tre Sonate (pubblicate da Ricordi nel dicembre 1817), Zani de Ferranti con i 44 Capricci op.50.
La sua musica è legata ai modelli ispirati alla scuola napoletana (ad esempio nelle Ouvertures) e all'impianto strutturale derivato dalla musica galante e rimane sostanzialmente estranea al concetto di sviluppo e di elaborazione motivica. La sua produzione è caratterizzata da composizioni di grande interesse insieme ad altre di genere più consumistico, ma non perde mai di nitore e pulizia formale. Scrisse per tutti i generi con chitarra, sia per chitarra solista (Sonate op. 5, 21; Grand Sonata op.16; Solo op.20 e op.76), sia per varie formazioni cameristiche (Tri op.9, 12 e almeno tre Ouvertures da Rossini per flauto, violino e chitarra - Tancredi, La Gazza Ladra, Il Barbiere di Siviglia, La Pietra di Paragone; Serenate per flauto e chitarra; Grande Sonata op. 25 per due chitarre; numerosi duetti con pianoforte) e anche per chitarra e orchestra (Concerto op. 8, 140 e il doppio concerto col flauto).
La maggiore popolarità, tuttavia, gli derivò dal Metodo op. 27, un testo didattico moderno e di eccezionale completezza per l'epoca e concluso da 24 pregevoli duetti. Il Metodo fu integrato in seguito da diversi supplementi. Alcuni anni dopo, il Carulli volle aggiornare la sua didattica, pubblicando un nuovo Metodo op. 241; il secondo Metodo risulta effettivamente più razionale e raggiunge un livello tecnico più avanzato del primo, ma il testo di riferimento, tuttora in uso, rimase lo storico Metodo op. 27.

## Composizioni
- Due concerti per chitarra e orchestra op. 8 in la maggiore e op. 140 in mi minore
- Concerto per flauto, chitarra e orchestra in sol maggiore
- Sonate op. 9, 16, 21, 47, 81, 159
- Studi per chitarra (esercizio per l'utilizzo della mano destra)
- Tre gran trii per violino, flauto e chitarra
- Notturno per due violini, flauto (o clarinetto) e chitarra francese